# Lubecca
Lubecca (AFI: /luˈbɛkka/; in tedesco Lübeck, pronunciato /ˈlyːbɛk/ , in basso tedesco anche Lübeek, in danese Lybæk) è una città situata nella Germania settentrionale, è la più grande città del Land Schleswig-Holstein (212 958 abitanti) dopo Kiel.
In passato, fu un importante centro della Lega anseatica. La città inoltre è famosa per il suo centro storico che, in parte ricostruito dopo i danni subiti nella Seconda guerra mondiale, è stato dichiarato patrimonio dell'umanità dall'UNESCO e presenta numerosi esempi di gotico baltico.

## Geografia fisica
È situata nel nord della Germania sul basso corso del fiume Trave che a circa 17 km dal centro della città sfocia nel Mar Baltico in località Travemünde. Nel territorio comunale scorre un importante affluente della Trave, il fiume Wakenitz, le cui acque confluiscono nella Trave proprio in Lubecca.

## Storia

Bandiera di Lubecca, città anseatica (XIII secolo)

Nell'VIII secolo nell'area sorsero i primi insediamenti di popolazioni slave e già dal X secolo la città di Liubice fu, insieme a Oldenburg in Holstein (Starigard), il centro più importante degli abodriti. È probabile che all'epoca l'insediamento fosse una fortificazione. La città di Liubice venne in seguito citata da Adam von Bremen nel suo testo Gesta Hammburgensis ecclesiae pontificum. dopo l'anno 1000 fu una città marinara importante d'Europa. Nel 1093 gli abodriti furono sconfitti e nel 1138 Lubecca venne incendiata dagli slavi.
Nel 1143 la città venne rifondata nella sua attuale posizione da Adolfo II, conte di Schauenburg e Holstein. Dopo un disastroso incendio la città fu nuovamente ricostruita nel 1159 da Enrico il Leone, non prima di aver tentato una contro-fondazione erigendo la città di Löwenstadt, poco distante. Nel 1226 Lubecca divenne una città libera dell'Impero (freie Reichsstadt) sotto il diretto controllo dell'Imperatore Federico II; questa decisione fu maturata grazie al consiglio di Ermanno di Salza, Gran Maestro dell'Ordine Teutonico nel contesto della lotta per l'influenza sul Baltico contro il regno di Danimarca.
Dal XIII al XV secolo Lubecca fu una delle città più importanti d'Europa, un grande centro commerciale e la "Regina della Lega Anseatica". Nel Cinquecento l'importanza di Lubecca diminuì.
Il 6 novembre 1806 Lubecca fu al centro di una sanguinosa battaglia, durante la guerra della quarta coalizione, e, nonostante fosse città neutrale, subì gravi danni e saccheggi, conquistata prima dalle truppe della coalizione e successivamente da quelle napoleoniche, guidate dai marescialli Murat, Bernadotte e Soult.  
Nel 1930 un'errata procedura nella somministrazione di un vaccino contro la tubercolosi fu l'origine di molti eventi tragici noto come il disastro di Lubecca. 
Nel 1937 la cosiddetta "legge sulla Grande Amburgo" decretò la soppressione della Città libera di Lubecca e la sua annessione alla Prussia. In particolare la città di Lubecca divenne un circondario urbano nel distretto governativo dello Schleswig.
Il 23 aprile 1945, Heinrich Himmler incontrò, nella cantina del consolato svedese di Lubecca, il conte Folke Bernadotte, proponendogli la resa tedesca sul fronte occidentale ma non su quello orientale.

### Le distruzioni della seconda guerra mondiale
Durante la seconda guerra mondiale, Lubecca fu una delle prime città tedesche a subire la pratica del maximum use of fire, la nuova tecnica della tempesta di fuoco messa a punto dalla Gran Bretagna allo scopo di fiaccare la popolazione tedesca. Arthur Harris, capo del Bomber Command, scelse Lubecca come primo esperimento in quanto priva di industrie belliche e dunque scarsamente protetta dalla contraerea.
La notte tra il 28 e il 29 marzo 1942, 234 apparecchi ricevettero l'ordine di distruggere la città in 140 minuti con 400 tonnellate di bombe, di cui due terzi incendiarie.
Il duomo e l'80% del centro storico vennero danneggiati, soprattutto il quartiere più antico intorno alla chiesa di Santa Maria, per un totale di circa 1 500 case e 130 chilometri di facciate. Morirono 320 persone.
Al termine della guerra, entrò a fare parte della Germania Ovest. La cortina di ferro, che separava le due Germanie, la lambì fino alla riunificazione del 1990.

## Politica
La guida della città di Lubecca per secoli fu affidata al consiglio della città con il borgomastro o i borgomastri al suo vertice. All'inizio del XIX secolo il consiglio, denominato "Senato", era composto da 16 senatori e 4 borgomastri, dei quali i due più anziani si avvicendavano annualmente alla sua guida. A partire dal 1848 ci furono solo due borgomastri. Erano esclusivamente rappresentanti del senato, ma non "capi di Stato" della libera città anseatica di Lubecca. Accanto al Senato esisteva la Bürgerschaft come "Parlamento". Nel 1933 la Bürgerschaft fu sciolta e il Senato ridimensionato. Il presidente fu fin dall'inizio l'Oberbürgermeister.

## Monumenti e luoghi d'interesse

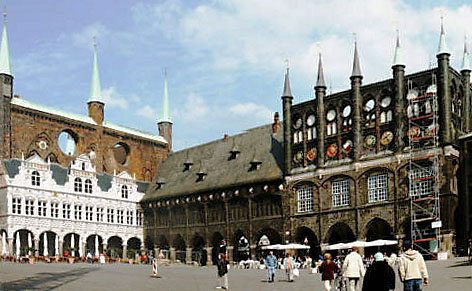
Rathaus

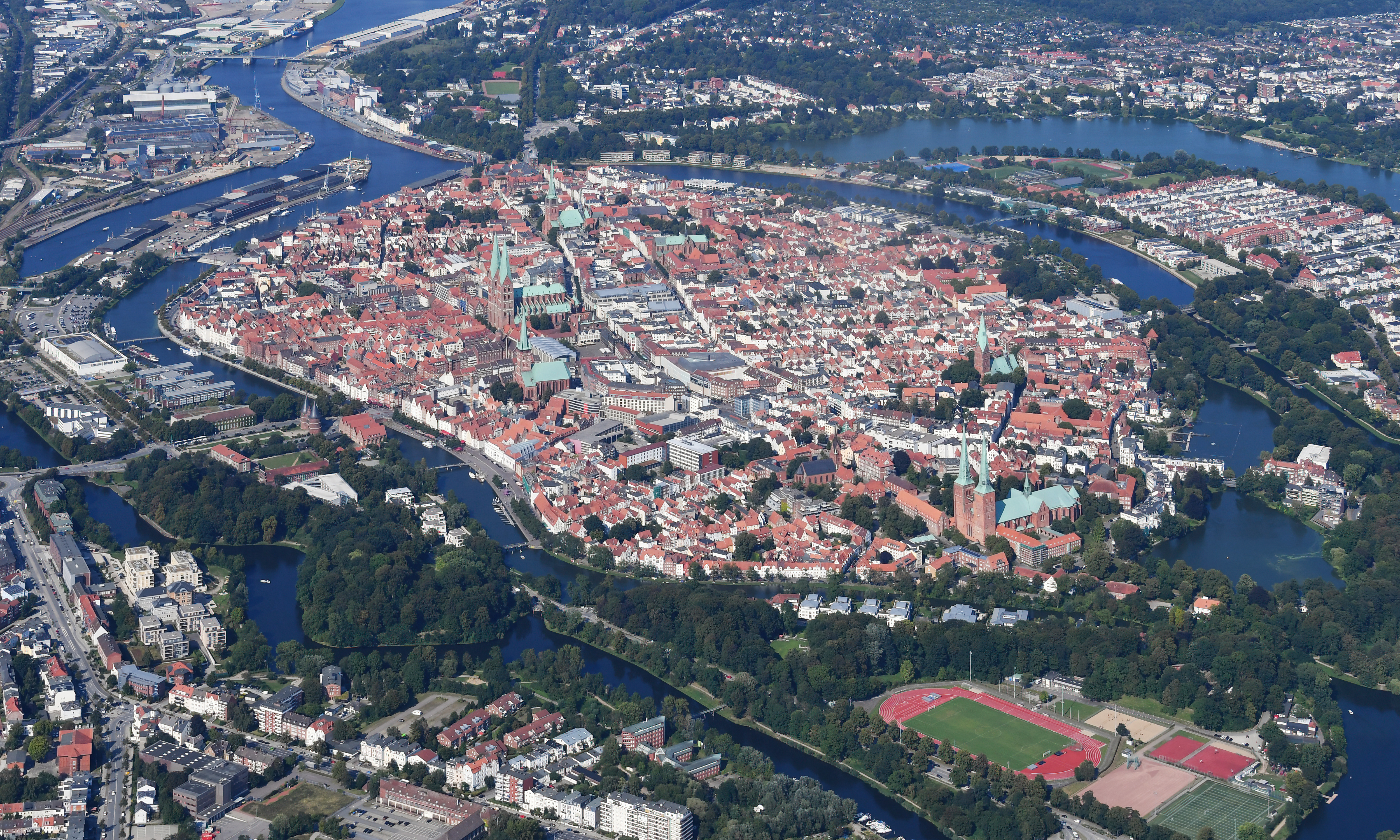
Lubecca: veduta aerea della città vecchia

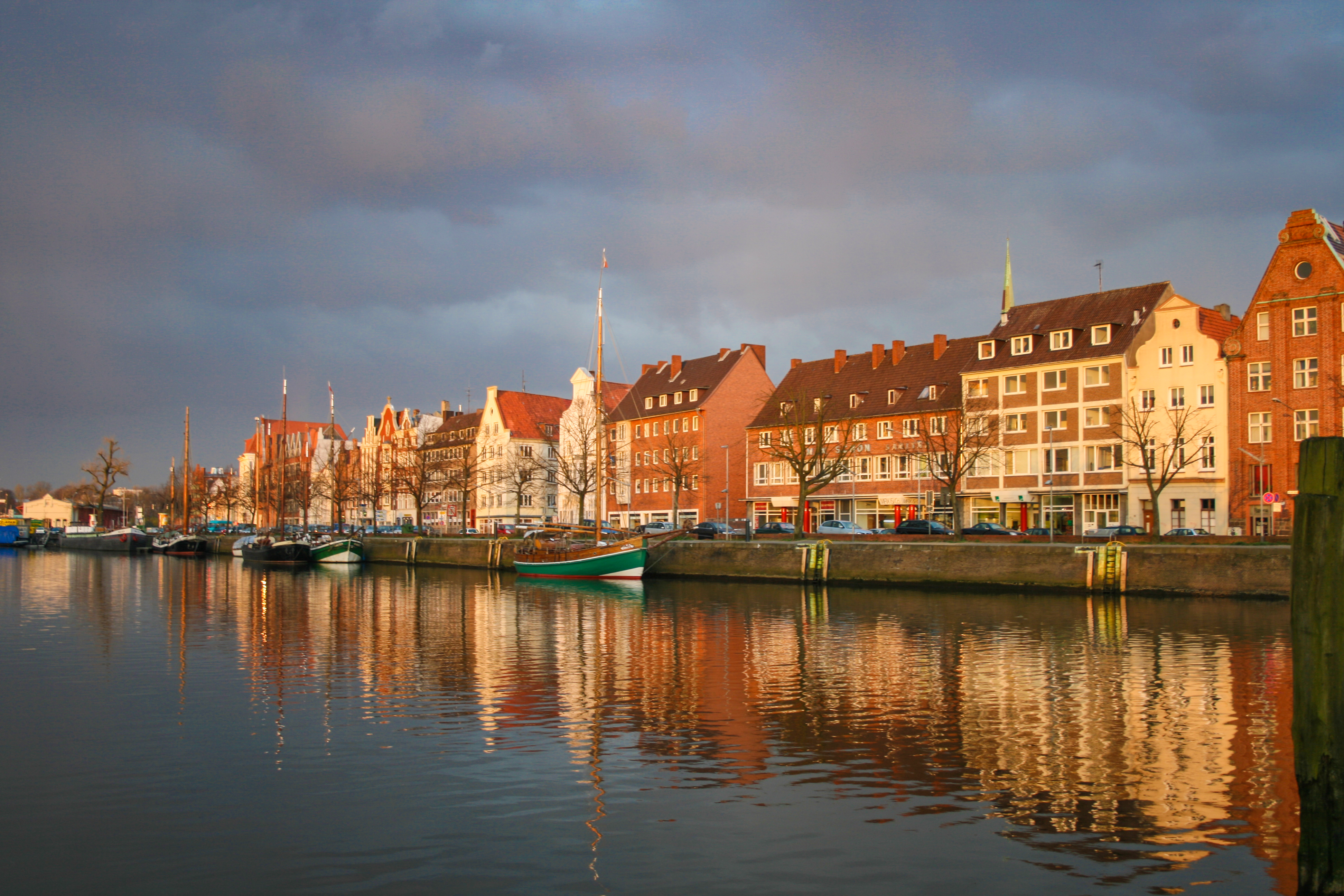
Lübeck, Trave

- La Holstentor con le due torri gemelle che ospita oggi il Museo di Storia Civica (Stadtgeschichtliche Sammlung)
- La Burgtor, altra porta cittadina, risalente al 1444[10]
- Chiesa di Santa Maria di Lubecca. Costruita in stile gotico fra il 1250 e 1350, è la terza chiesa della Germania per dimensioni. La chiesa è annoverata fra gli edifici significativi dall'UNESCO. È stata un modello per l'architettura in mattoni della Germania del Nord e la sua forma ha ispirato altre circa 70 chiese della regione baltica
- Chiesa di San Pietro, risalente al 1170, ora di culto evangelico
- Chiesa di San Giacomo, la quale custodisce dei pregevoli organi monumentali
- Chiesa di Sant'Egidio, con il suo organo.
- Duomo di Lubecca
- Buddenbrookhaus, che ospita una mostra permanente sugli scrittori Heinrich e Thomas Mann
- Günter-Grass-Haus
- Municipio (Lübecker Rathaus)
- Magazzini del sale (Salzspeicher)
- Ospedale di Santo Spirito (Heiligen-Geist-Hospital)
- Puppenbrücke
- Fischerdorf Gothmund (paese dei pescatori di Gothmund)

## Cultura

### Letteratura a Lubecca

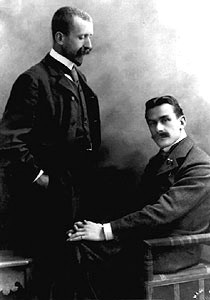
Heinrich e Thomas Mann (Fotografie Atelier Elvira, Monaco verso il 1902)

Lubecca vede un chiaro baricentro della vita culturale nel confronto con l'ivi creata letteratura dei fratelli Thomas Mann e Heinrich Mann, che ha il suo centro nella Casa dei Buddenbrook nella Mengstraße vicino alla Marienkirche. Il nome deriva dal romanzo di Thomas Mann I Buddenbrook. Decadenza di una famiglia (abbreviato nelle citazioni in I Buddenbrook), che è ambientato proprio a Lubecca. Questo romanzo a sfondo sociale tratta del declino di una ricca famiglia di mercanti; con questo romanzo Thomas Mann ottenne il premio Nobel per la letteratura nel 1929.
La città anseatica conferisce insieme all'Accademia d'arte di Baviera il Premio Thomas Mann, che viene attribuito con scambi annuali fra Lubecca e Monaco di Baviera. I romanzi Professor Unrat e Eugénie oder Die Bürgerzeit di Heinrich Mann, giocano parimenti un ruolo nella città anseatica. Altri autori di Lubecca sono Emanuel Geibel, Gustav Falke, Otto Anthes ed Erich Mühsam. Günter Grass, anch'egli titolare di un Premio Nobel, visse a lungo a Lubecca, ove morì nel 2015. A Lubecca si trova anche la Casa Günter Grass con la maggior parte degli originali delle sue opere letterarie e artistiche.
Lubecca è sede della Società Erich Mühsam che assegna il Premio Erich Mühsam. Gli scrittori Theodor Storm e Werner Bergengruen sono stati allievi del liceo Katharineum di Lubecca.
Il romanzo del 1926 di Ludwig Ewers Die Großvaterstadt (1926, un tempo molto letto) è ambientato a Lubecca.
I suoi protagonisti vivono nello stesso periodo in cui è ambientato I Buddenbrook, anche se appartenenti ad altro livello sociale. Il terzo romanzo ambientato a Lubecca nel medesimo periodo è Ein königlicher Kaufmann di Ida Boy-Ed. Visse anche a Lubecca (e vi morì) lo scrittore Emanuel Geibel, che nel 1844 scrisse Ein Ruf von der Trave, romanzo ambientato a Lubecca.
Christian von Ditfurth scrisse dal 2002 sei "gialli" ambientati a Lubecca, protagonista Josef Maria Stachelmann.

### Università
- Università di Lubecca (Universität zu Lübeck)
- Università di Scienze Applicate di Lubecca (Technische Hochschule Lübeck)
- Musikhochschule Lübeck

### Teatri
- Theater Lübeck GmbH
- Lübecker Marionetten-Theater Fritz Fey
- Theater Combinale
- THEATER Haus Lübeck, Kleinkunstbühne

### Musei
- St. Annen-Museum für Kunst und Kulturgeschichte
- Naturhistorisches Museum
- Völkerkundesammlung
- Museum für Figurentheater
- Buddenbrookhaus
- Günter-Grass-Haus

## Clima
| Lubecca             | Mesi | Mesi | Mesi | Mesi | Mesi | Mesi | Mesi | Mesi | Mesi | Mesi | Mesi | Mesi | Stagioni | Stagioni | Stagioni | Stagioni | Anno |
| Lubecca             | Gen  | Feb  | Mar  | Apr  | Mag  | Giu  | Lug  | Ago  | Set  | Ott  | Nov  | Dic  | Inv      | Pri      | Est      | Aut      | Anno |
| ------------------- | ---- | ---- | ---- | ---- | ---- | ---- | ---- | ---- | ---- | ---- | ---- | ---- | -------- | -------- | -------- | -------- | ---- |
| T. max. media (°C)  | 2,3  | 2,9  | 6,8  | 11,8 | 16,8 | 20,4 | 22,3 | 21,8 | 18,6 | 12,9 | 7,4  | 4,1  | 3,1      | 11,8     | 21,5     | 13,0     | 12,3 |
| T. min. media (°C)  | −2,5 | −2,6 | −0,4 | 3,1  | 7,0  | 10,5 | 12,8 | 12,5 | 9,7  | 6,0  | 2,6  | −0,4 | −1,8     | 3,2      | 11,9     | 6,1      | 4,9  |
| Precipitazioni (mm) | 56   | 40   | 46   | 45   | 51   | 62   | 72   | 68   | 57   | 53   | 61   | 62   | 158      | 142      | 202      | 171      | 673  |

## Infrastrutture e trasporti

### Autostrade
L'autostrada BAB1 che va da Oldenburg in Holstein via Amburgo, Brema, Osnabrück, Münster, Colonia a Saarbrücken, circonda ad ovest la città da nord-est a sud-ovest e con due uscite: Lübeck-Zentrum e Lübeck-Moisling. Nel Nord di Lubecca, a Bad Schwartau, c'è un raccordo autostradale BAB226, di soli tre chilometri in direzione Travemünde. A sud di Lubecca, c'è un'altra intersezione: da là l'autostrada BAB20 va a Wismar, Rostock e Stettino con l'uscite Lübeck-Genin, Lübeck-Flughafen (Lubecca-aeroporto, in costruzione) e anche Groß Sarau. Fra pochi anni la BAB20 sarà costruita anche verso ovest e collegherà Lubecca con la BAB21 vicino a Bad Segeberg, la BAB7 vicino a Bad Bramstedt e la BAB23 vicino a Itzehoe.

### Altre strade
Altre strade importanti sono la B75, che collega Travemünde con il centro di Lubecca e continua verso Amburgo, la B206, che collega Lubecca a Bad Segeberg, la B207, che va da Lubecca in direzione Ratzeburg e Mölln e la B104/B105, che collega Lubecca a Wismar e Schwerin.

### Ferrovie

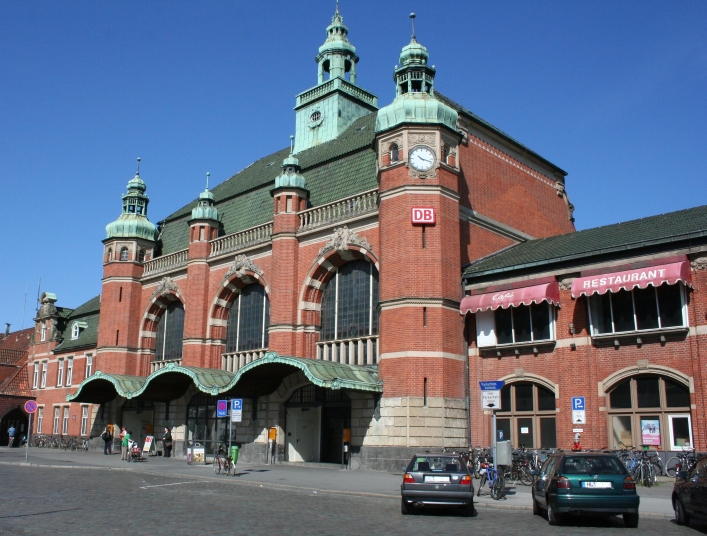
La stazione centrale (Hauptbahnhof) di Lubecca

Lubecca ha alcune stazioni ferroviarie. La più importante è la stazione di Lübeck Hauptbahnhof, che si trova ad ovest del centro. Altre stazioni sono Lübeck-St.Jürgen a sud e Lübeck-Kücknitz, Lübeck-Travemünde-Skandinavienkai ("porto per la Scandinavia"), Lübeck-Travemünde-Hafen ("porto") e Lübeck-Travemünde-Strand ("spiaggia"). Esistono linee in direzione di Kiel, Puttgarden, Travemünde, Bad Kleinen, Lüneburg e Amburgo. Da dicembre 2007, un InterCityExpress (ICE) collega Lubecca con Amburgo, Berlino e Copenaghen. In quest'ultimo caso, il treno viene imbarcato su un traghetto per attraversare lo stretto di Fehmarn Belt (Mar Baltico), in attesa del tunnel sottomarino che, secondo i progetti, dovrebbe collegare dal 2020 l'isola tedesca di Fehmarn e quella danese di Lolland. Vi sono inoltre alcuni treni giornalieri per Amburgo e Copenaghen. In estate, un treno collega Lubecca e le località balneari sul Mar Baltico alla Germania meridionale.

### Aeroporto
Lubecca ha un aeroporto, che si trova a sud della città, a Blankensee; è l'aeroporto più grande e più importante dello Schleswig-Holstein. Le compagnie aeree che volano a Lubecca sono Ryanair e Wizz Air con connessioni a Londra-Stansted, Bergamo, Pisa, Marsiglia, Stoccolma-Skavsta, Dublino e Danzica. L'aeroporto internazionale più vicino è quello di Amburgo, a 60 chilometri di distanza.
Da luglio 2014 la compagnia aerea Ryanair ha spostato la sua sede all'aeroporto internazionale di Amburgo e non parte più da Lubecca.

### Porto
Lubecca è uno dei porti più importanti della Germania e forse il porto più importante del Mar Baltico tedesco. Da qui, i traghetti per i passeggeri e anche per autocarri partono per la Svezia, la Finlandia, la Lettonia e la Lituania. Il porto non si trova direttamente sul Mar Baltico, ma sulle sponde del fiume Trave.

## Sport
In città ha sede il Verein für Bewegungsspiele Lübeck von 1919, squadra di calcio cittadina dai colori bianco-verde che milita nella 3. Liga.